# Kloster Prüll

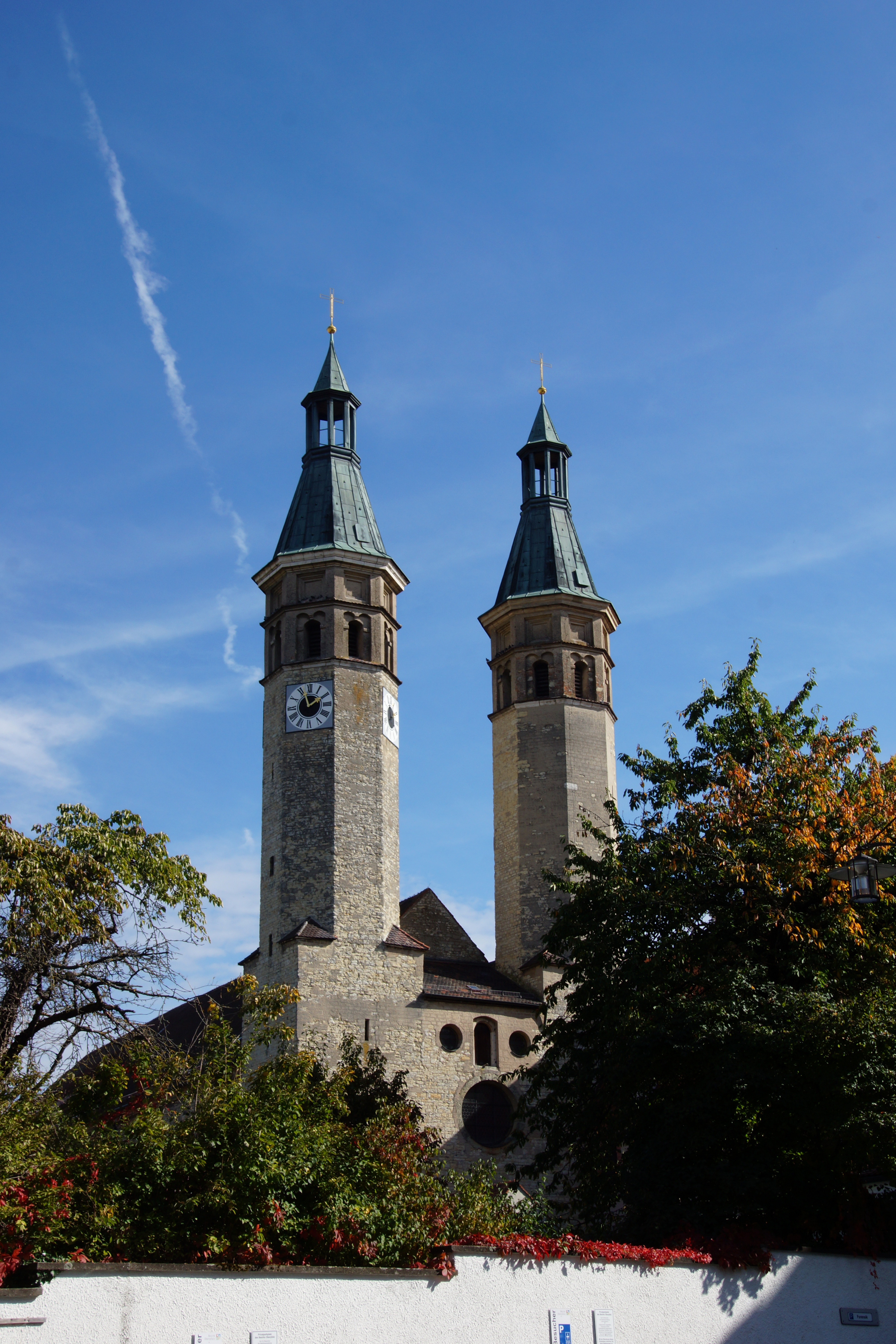
Türme der Klosterkirche St. Vitus, Prüll

Das Kloster Prüll, auch Karthaus Prüll genannt, wurde 997 als ein dem heiligen Vitus geweihtes Benediktinerkloster gegründet und 1484 dem Kartäuserorden überlassen. Heute liegt das Kloster im Regensburger Stadtbezirk 13 (Kumpfmühl-Ziegetsdorf-Neuprüll). Die um 1100 entstandene Klosterkirche, die eine ältere Vorgängerkirche aus ottonischer Zeit hatte, wird als Klosterkirche St. Vitus bezeichnet. Nach der Säkularisation kam das gesamte Gelände 1803 mit allen Klostergebäuden an das Königreich Bayern und wurde 1835 an den bayerischen Bezirk Oberpfalz verkauft. In den Gebäuden entstand eine Verwahranstalt für geisteskranke Personen, die bis zum Ende des Zweiten Weltkrieges betrieben wurde, zuletzt unter dem Einfluss der Nationalsozialisten auch als systematische Tötungsanstalt. Nach 1945 entwickelte sich die Einrichtung zu einem Krankenhaus für psychiatrische Krankheiten und Behandlungen, die als Bezirksklinikum Regensburg bezeichnet wurde. Im Zusammenwirken von Bezirk Oberpfalz, Freistaat Bayern und Universität Regensburg entstanden daraus nach 1996 die heutigen Universitätskliniken für Psychiatrie und Psychotherapie und für Neurologie.

## Vorgeschichte als Benediktiner-Kloster

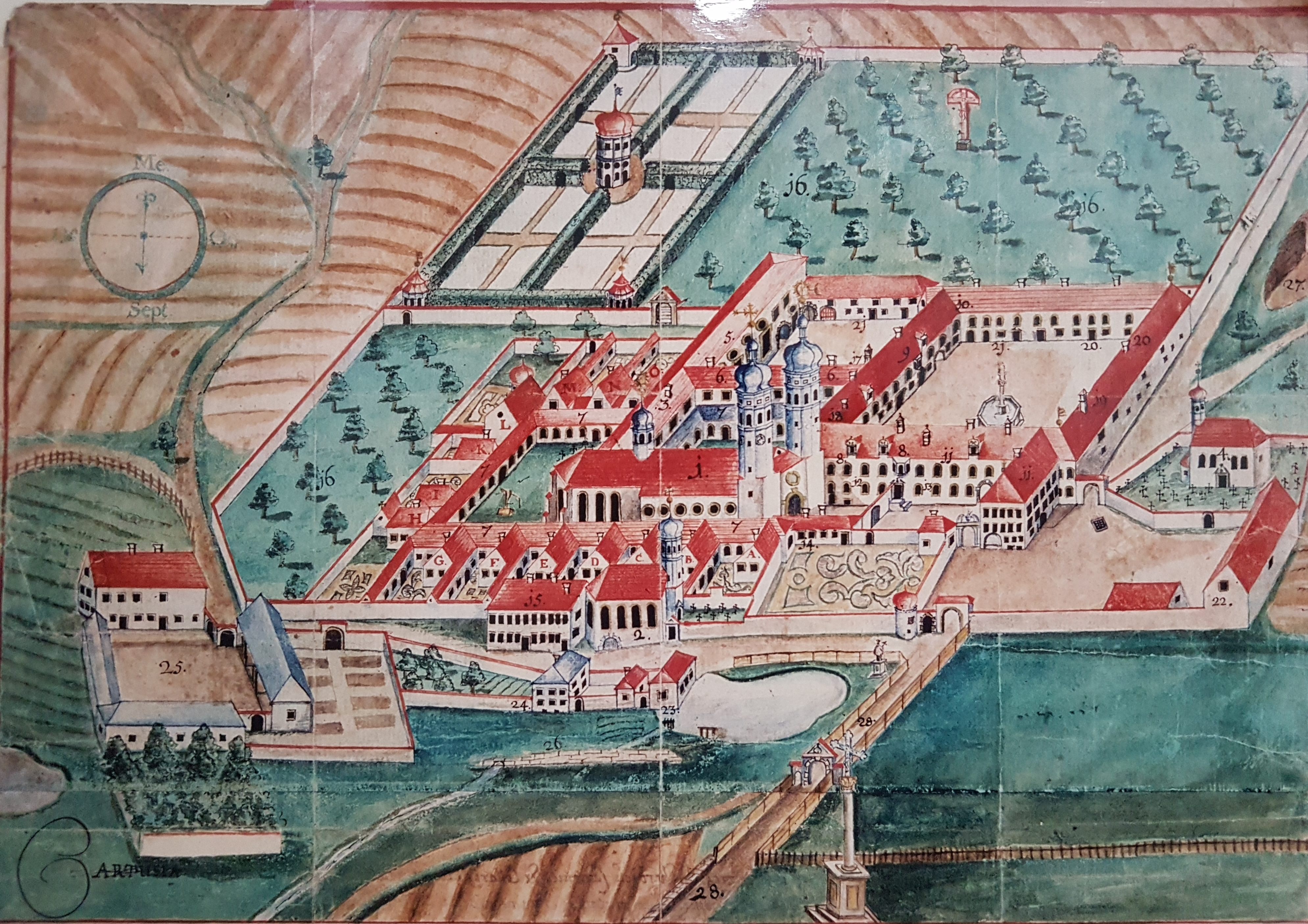
Die Kartause Prüll auf einer Ansicht von 1742

Kloster Prüll wurde 997 von Bischof Gebhard I. (Regensburg) als Benediktinerkloster gegründet. Die Gründung hatte den Charakter einer Ersatzvornahme, denn nachdem sich das Benediktinerkloster St. Emmeram von Gebhard I. als Bischof und Vorsteher des Klosters gelöst und sich verselbständigt hatte, wurde südlich außerhalb der Stadtmauern, in unmittelbarer Nähe der Landstraße nach Augsburg ein neues bischöfliches Kloster benötigt, das die bisher vom Kloster St. Emmeram geleisteten Aufgaben der Betreuung von Reisenden übernehmen konnte.
Das Kloster ist nach der ursprünglich feuchten Ortslage (nach dem keltischen Begriff für „Wasserwiese“, „sumpfiges, mit Buschwerk bewachsenes Gelände“ zunächst „Pruoil“ und „Brühl“, zuletzt „Prüll“) benannt. Wahrscheinlich hatten bereits die agilolfingischen Bayernherzöge hier nahe ihrer Residenz in der Stadt Regensburg, in der Nähe benachbarter Waldgebiete einen Wildpark angelegt. Nach der Verbannung der Agilolfinger durch Karl den Großen um 800 n. Chr. war das gesamte Gebiet südlich der Stadt durch eine Schenkung an das Kloster Sankt Emmeram gekommen. Auf dem Gelände des Wildparks gründeten Bischof Gebhard I. und sein Bruder Rapoto 997 ein Doppelkloster für Benediktiner und Benediktinerinnen. Mönche und Nonnen lebten hier am selben Ort, wobei die Teilkonvente aber streng getrennt waren. Schon im späten 11. Jahrhundert erlebte das Kloster einen Niedergang und musste um 1100 unter Bischof Hartwig I. wiederhergestellt werden, der auch das Patrozinium St. Vitus einführte. Das nun dem heiligen Vitus geweihte Kloster außerhalb von Regensburg an der Landstraße nach Augsburg entwickelte sich zu einer 1130 bezeugten großen Pilgerherberge und zu einem Krankenhaus für Arme. Neu errichtet wurden ein Armenhaus und ein Xenodochium. 1143 hatte Graf Gerhard I. von Grögling die Vogtei der Güter des Klosters. In Anwesenheit von König Konrad III. wurde der Schutz für Neuerwerbungen auf Bitten von Abt Wernher (von Prüll) auf den Burggrafen Heinrich (III.) von Regensburg übertragen, ohne die Gerichtsbarkeit. Um 1200 erneuerte Bischof Konrad III. (von Regensburg) die vorausgehenden Festlegungen in Anwesenheit von Herzog Ludwig I. von Bayern. Zu dieser Zeit war Ritter Heinrich von Randeck (bei Essing, Altmühltal) unter unklaren Umständen, mit der Behauptung diese als Afterlehen von Graf Gebhard (III.) von Grögling erhalten zu haben, zur Vogtei über Güter des Klosters gekommen und bedrängte dieses damit auf unangemessene Weise. Abt Heinrich (I.) von Prüll konnte den Randecker mit einer Abfindung von 50 Mark Silber zur Aufgabe seiner umstrittenen Vogtei bringen.
Mitte des 15. Jahrhunderts war die Klosterherberge erneut hoch verschuldet, weil der damals amtierende letzte Benediktinerabt Christoph Welser viele teure Neubauten veranlasst hatte. In seiner Zeit waren auch die beiden schlanken achteckigen Türme entstanden. Sie sind noch heute weithin sichtbare Wahrzeichen der ehemaligen Klosterkirche. Eine Visitation im Jahre 1451 hatte zur Folge, dass der Herbergsbetrieb des Klosters aufgegeben werden musste.

## Geschichte als Kartäuser-Kloster
1484 wurde das Kloster mit Zustimmung Herzog Albrechts in ein Kloster der Kartäuser umgewidmet. Seitdem heißt es daher „Karthaus Prüll“. Die von den Benediktinern hinterlassenen Gebäude waren für das eremitische Leben der Kartäusermönche nicht geeignet, sogar die beiden großen Kirchtürme sollten nach Vorstellungen des neuen Priors Michel Schreppler abgebrochen werden, weil auf Kartäusergebäuden nur Dachreiter erlaubt waren. Zwar konnte dieses Vorhaben von Herzog Albrecht verhindert werden, jedoch wurden viele andere nicht benötigte Gebäude abgebrochen. Ab 1489 neu erbaut wurde der spätgotische Chor der Kirche. In das Chorgestühl von 1605 wurden um 1670 zwei zweisäulige Lektorien zur Lesung von Epistel und Evangelium eingebaut, die kunstgeschichtlich bemerkenswert sind.
Der Kreuzgang 1587 vollendet und erstreckte sich rechtwinklig um die Klosterkirche herum. An den Nordflügel des Kreuzgangs angeschlossen waren 14 vom Kreuzgang aus zugängliche Häuschen mit kleinen Gärtchen. Sie waren als Kartausen für entsprechend viele Kartäuserpatres vom Kreuzgang aus zugänglich. Einige dieser Häuschen haben sich bis heute nur teilweise verändert erhalten und verleihen dort, von außen betrachtet, dem heutigen Straßenbild ein malerisches Aussehen. Die Ordensmitglieder trennten ihre jeweiligen Klausen mit bis zu drei Meter hohen Mauern voneinander ab. Jeder Mönch bewirtschaftete seinen eigenen Garten. Alle Ordensmitglieder kamen nur zu den Gebetszeiten in der Klosterkirche zusammen.
In dieser Abgeschiedenheit lebte zum Ende des 16. Jahrhunderts für ein Jahr auch Herzog Wilhelm von Bayern, genannt Der Fromme, in einer Kartause im Kloster, als er versuchte, im protestantisch gewordenen Regensburg, mit der Gründung eines Jesuitengymnasiums die Gegenreformation zu unterstützen.
Der ab 1506 als Prior wirkende Heinrich Moiston verfasste auch ein Paracelsus bekanntes Arzneibuch mit dem Titel Liber medicinalis.

## Spezielle Lage des Klosters
Bis zum Ende des Heiligen Römischen Reiches 1806 lag das Kloster gemäß dem Verlauf des Burgfriedens auf einem nach Norden hin sich stark verengendem Gebiet des Kurfürstentums Bayern und war nur gut 1 km von den südlichen Stadtmauern der Reichsstadt Regensburg entfernt. Die Klostergebäude und besonders die hohen Türme waren deshalb im Dreißigjährigen Krieg während der Kämpfe um Regensburg ein wichtiger Ausguck für die Kommandeure von Belagerungsheeren, die von den Türmen des Klosters einen guten Blick auf die Stadt und die den Stadtmauern vorgelagerten Vorwerke hatten. Heute gehören die ehemaligen Klostergebäude zum Ortsteil Kumpfmühl-Ziegetsdorf-Neuprüll im Stadtgebiet der Stadt Regensburg in Bayern in der Diözese Regensburg und liegen auf dem Areal des Bezirksklinikums, westlich anschließend an die Universität Regensburg.

## Geschichte nach 1600
Zu Beginn des 17. Jahrhunderts wurde Franciscus Jeremias Grienewald (* 29. Juli 1581, † 1626) in das Kloster aufgenommen. Als ein Sohn evangelischer Eltern hatte er das protestantische Gymnasium poeticum besucht, war konvertiert und hatte 1602 seine Ordensgelübde abgelegt. Danach entwickelte er sich zu einem eifrigen Geschichtsforscher, besonders nachdem er im Kloster St. Mang den Nachlass des Geschichtsschreibers Andreas von Regensburg entdeckt und ausgewertet hatte. Nach Studium der Schriften weiterer Geschichtsschreiber wie Johannes Aventinus und Konrad von Megenberg und durchdrungen von einem stark katholischen Geist und von der Bedeutung Regensburgs vor Einführung der Reformation, verfasste er selbst zwei historische Arbeiten Ratisbona und Chronik. Diese Werke fanden große Anerkennung und wurden als Quellen zur Lokalgeschichte bis zum Ende des 19. Jahrhunderts auch vom Historiker Hugo von Walderdorff genutzt.
1630 erwarben die Mönche des Klosters Prüll das mittelalterliche Schloss Haus im Dorf Neueglofsheim zur Nutzung als Sommerfrische, das aber im Verlauf des Dreißigjährigen Krieges stark beschädigt wurde. Nach dem Wiederaufbau wurde das Schloss ab 1681 auch als Sommeraufenthalt für die Mönche genutzt. In dieser Zeit wurde auch die Schlosskapelle als zentrales Gebäude für die Kartäusermönche erbaut.
Im November 1633, nach der Eroberung von Regensburg im Dreißigjährigen Krieg durch die Schweden unter Feldmarschall Bernhard von Sachsen-Weimar, mussten die Mönche das Kloster verlassen. Im Verlauf der Rückeroberung von Regensburg durch ein kaiserlich-bayerisches Heer im Sommer 1634 wurde das Kloster vom militärischen Oberbefehlshaber, dem späteren Kaiser Ferdinand III. und dessen Beratern und Offizieren als Quartier benutzt.
Nach Beendigung der Kämpfe kehrten die Mönche in das von den Schweden teilweise ausgeraubte Kloster zurück. In der Klosterkirche wurde noch im gleichen Jahr der im bayerischen Dienst stehende General Johann von Aldringen mit einem Epitaph als Denkmal bestattet. Er war Ende Juli 1634 bei Landshut ums Leben gekommen.
Auch 1653, während des ersten Reichstags nach Kriegsende, wählten Kaiser Ferdinand III. und seine Gemahlin das Kloster als Herberge. Noch 200 Jahre später präsentierte man Besuchern ihren Arbeitsplatz, wo sie zum Zeitvertreib Rosenkränze gedrechselt hatten. Nach dem Krieg erwies sich der Prior Arnold Münzthaler als Neugründer des teilzerstörten Klosters. Mit umsichtiger Planung und sparsamer Wirtschaftsführung gelang ihm die Wiederinbetriebnahme des Klosters noch vor seinem Tod 1677. Sein Nachfolger als Prior wurde Sigismund Diez (1637–1719), der dank seiner vielen guten Beziehungen zu wohlhabenden Geldspendern nicht nur die Pfarrkirche St. Vitus erbauen ließ, sondern auch die Bibliothek, das Refektorium und einige weitere Zellen. Außerdem ließ Diez nach 1679 das angekaufte und im Krieg stark zerstörte Schloss Haus sanieren. Diez musste 1713 auch die große Pestepidemie bewältigen. 15 Mönche starben und wurden auf dem klostereigenen Friedhof neben der Begräbniskirche St. Nikolaus, westlich des Klosters begraben. Diese Kirche wurde 1804 versteigert und dann abgebrochen.
Es folgten weitere Baumaßnahmen. Die Kartause Nr. 10 an der Südostecke wurde in eine Kapelle mit Zwiebeltürmchen umgebaut. Die Kanzlei und das Priorat mit dem später nach einem kurzen Aufenthalt von Napoleon sogenannten Napoleonserker wurden in den Nordflügel platziert. Im Obergeschoss wurden Fürstenzimmer und einige Gästezimmer eingerichtet. Das Obergeschoss des Südflügels wurde als Wohnung für den Prinzipalkommissar Christian August von Sachsen-Zeitz und sein Gefolge ausgebaut. Sein Wappen hat sich über dem Eingang des heutigen Gebäudes erhalten. Im Ostflügel wurden Brauerei und Bäckerei, Werkstätten und Stallungen untergebracht. Ein Bau mit Zellen für Laienbrüder entstand südlich der Kirche. Am vom Vitusbach gespeisten Vitusweiher nördlich der Pfarrkirche St. Vitus wurde ein Häuschen zur Verarbeitung von Fischen errichtet und der große Konventsgarten diente zur Erholung und Versorgung der Ordensmitglieder.

## Wasserversorgung
Es lag seit Langem auf der Hand, dass die Wasserversorgung des Klosters Prüll eng mit dem Quellgebiet des Vitusbachs zusammenhängt, jedoch wurden die Quellen erst am Ende des 20. Jahrhunderts näher erforscht. 1991 wurden bei Grabungen im potentiellen Quellgebiet im Bereich des südlich oberhalb des Klosters höher gelegenen Ortes Neuprüll im Umfeld der dortigen Karl-Stielerstraße die in Vergessenheit geratenen Brunnstuben und Wasserleitungen verschiedenen Alters entdeckt. Die dort aufgefundene älteste Brunnenstube in Regensburg, ein quadratischer Raum mit Tonnengewölbe, datiert auf das späte 11. Jahrhundert und beherbergte mittig die in Stein gefasste Quelle. Der Raum wurde im 13. Jahrhundert nach Westen um einen weiteren Raum mit Sickerschächten erweitert und nochmals erweitert nach 1563. Ursprünglich führte eine gotische Steinleitung ohne Rohre das Quellwasser zum Kloster. Sie wurde im 16. Jahrhundert durch eine Leitung aus Formziegeln ersetzt. Bleirohre wurden erst später eingesetzt. Die gotischen Wasserleitungen versahen noch nach der Säkularisation ihren Dienst und wurden erst im späten 19. Jahrhundert durch Eisenleitungen ersetzt, die heute noch einen Teich im Bezirksklinikum Regensburg speisen.

## Geschichte nach 1800

### Säkularisation des Klosters
Mit der Säkularisation in Bayern begann im Jahr 1803 die Auflösung von Kloster Prüll, das in Bayern zu den Klöstern gehörte, die einen großen Reichtum an Kunstwerken beherbergten. Dazu gehörten neben einer Vielzahl von Ölgemälden auch einige kostbare Glasbildwerke im Chor der Kirche und im Kreuzgang. Am 18. März verkündete der Landrichter Peter von Welz dem damaligen Abt Nikolaus Raßbauer und dem Konvent die Auflösung der Ordensgemeinde und die Einziehung und Versteigerung aller Klostergebäude und Klostergüter, einschließlich aller Möbel, Uhren, Kutschen, Lebensmittel und Tiere. Alles wurde zu Spottpreisen an Meistbietende verkauft.
Die Gemälde und besonders die von Herzog Wilhelm IV. um 1500 gestifteten Glasbilder im Chor der Kirche und die Glasgemälde-Kabinettscheiben aus dem Kreuzgang erkannte Landrichter Welz als wertvoll. Sie wurden geschaffen von Johann Schaper und zeigen die Legende des heiligen Bruno von Köln, Stifter des Kartäuserordens. Landrichter Welz ließ die 28 Glasgemälde durch einfaches Bauglas ersetzen und schickte die kunstvollen Glasbilder gesondert an die Kunstsammlung seines Landesherren Kurfürst Maximilian I. Joseph. Heute werden diese Glasbildwerke aus dem Kloster Prüll im Bayerischen Nationalmuseum verwahrt.
Der Ruf der im Kloster vorgefundenen Kunstschätze lockte im Juli 1803 auch den Maler und zum kurfürstlichen Bilder-Galerie-Inspector ernannten Johann Georg von Dillis nach Regensburg, den späteren Professor an der Münchner Akademie und Gründer der Alten Pinakothek in München. Er ließ einige Kunstwerke vor Ort versteigern, erstellte ein Verzeichnis der Gemälde und Kunstsachen, ließ alles was ihm wertvoll erschien, darunter viele Bücher mit Zeichnungen, Holz- und Kupferstichen in Kisten verpacken und in ein Depot in der Schlossanlage Schleißheim bringen, wo man aber erst 50 Jahre später mit der Sortierung begann.
Auch der Beauftragte für Bibliotheken und Klosterbibliotheken, Freiherr Johann Christoph von Aretin, stattete dem in Auflösung befindlichen Kloster Prüll einen Besuch ab. Er wählte die kostbarsten Werke für die kurfürstliche Hofbibliothek aus, verpackte die Bücher in die prächtig geschnitzten Holzregale und schickte sie nach Straubing. Sehr viele Bücher wurden aber als Makulatur deklariert und an einen Buch-Pappendeckelmacher nach München verkauft. Als der Käufer die freie Anlieferung verlangte, wurden – wie in Überlieferungen berichtet – die Bücher benutzt, um den Feldweg nach Norden zum geplanten Ort Neuprüll zu befestigen, wo sich die durch die Auflösung von Kloster Prüll arbeitslos gewordene Tagelöhner ansiedeln sollten.
Der zum Kloster gehörige Vitusweiher wurde vom Müller Georg Heigl für 50 Gulden erworben. Er betrieb die 500 m nördlich entfernte, vom Vitusbach angetriebene Mühle im Dorf Kumpfmühl und war auf eine gesicherte Wasserversorgung aus dem höher gelegenen Weiher angewiesen.

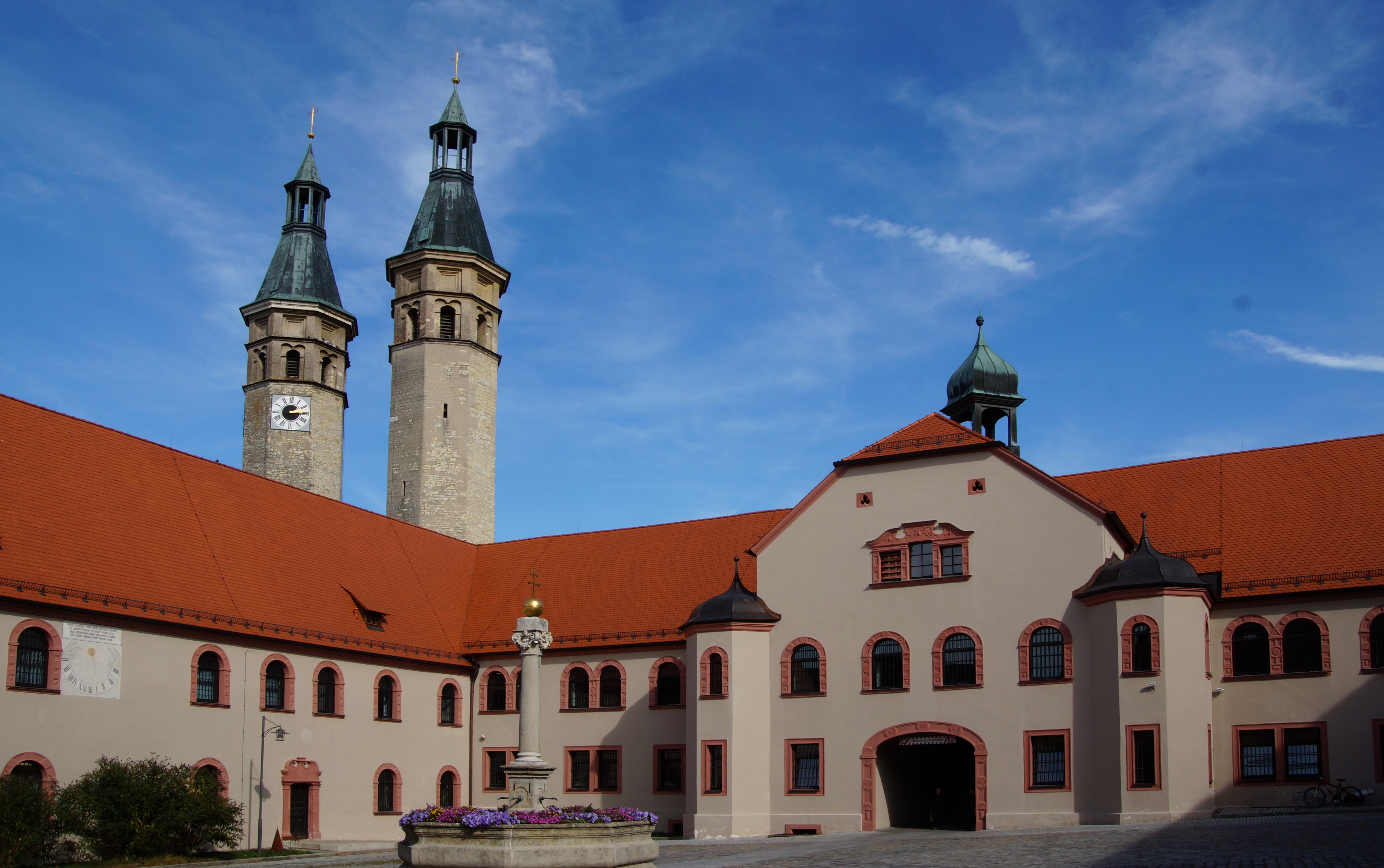
Die ursprünglich von der Kreispflegeanstalt genutzten Gebäude

Auch der Landwirt Friedrich Müller hatte einige Wohn- und Stallgebäude erworben und betrieb dort eine Viehzucht. 1809 übernachtete in seinen Räumen auf dem Klosterareal Napoleon Bonaparte, der sich im Verlauf der Schlacht bei Regensburg leicht verletzt hatte, und richtete im 1. Stock des Prioratsgebäudes das Hauptquartier des französischen Heeres ein. Nach dem Abzug der französischen Truppen beklagte der Landwirt, dass ihm alle Vorräte an Obst und Gemüse, viele Tiere und aus seinen Privaträumen auch Geld und Schmuck gestohlen worden waren.

### Kreispflegeanstalt für Geisteskranke 1835–1945
Im Laufe des Jahres 1835 verkaufte das Königreich Bayern das restliche Gelände und weitere Gebäude des Klosters an den bayerischen Bezirk Oberpfalz. Dort bestand ebenso wie auch in der Stadt Regensburg ein erheblicher Bedarf an Verwahranstalten für Geisteskranke. Mit Beratung durch den damaligen Fachmann in Fragen des Anstaltswesen für Geisteskranke, Karl August Solbrig, entschloss man sich, 1850 für zunächst 45 geisteskranke Personen eine Irrenpflegeanstalt einzurichten. Die ärztliche Leitung erhielt Michael Kiderle. Die Eröffnung erfolgte 1852 und bereits 9 Monate später war die Anstalt überfüllt. Als überzeugter Anhänger der Arbeitstherapie bot Dr. Kiderle Gartenarbeit an, aber auch Werkstätten und Webstühle wurden zur Verfügung gestellt. Abends wurden Spiele, Musik und Tanz angeboten.
Neun Jahre später wurde 1860 Friedrich Karl Stahl sein Nachfolger. Er war stark religiös geprägt und wirkte ohne Strenge und Zwang nur religiös auf die Kranken ein, hatte damit aber wenig Erfolg. Nach seinem Tod 1873 übernahm Eugen Lachner die Leitung. Er bevorzugte erneut die Arbeitstherapie, nutzte aber auch Überwachungsmaßnahmen für die ca. 200 Patienten. Als nach 1870 die Patientenzahl stark anstieg, wurden auch Zwangsmaßnahmen ergriffen, um bauliche und hygienische Verhältnisse zu sichern. Als nach 1877 die Geldmittel gekürzt wurden, konnten Betrieb, Ernährung und hygienische Verhältnisse nicht mehr ordnungsgemäß aufrechterhalten werden. Es kam zum Ausbruch von Krankheiten, denen 1882 auch Lachner selbst erlag.
Unter seinem Nachfolger Franz Rudolf Schwab besserte sich die Lage. Schwab war besessen von eiserner Pflichterfüllung, führte neue Hygienemaßnahmen ein und achtete auf gute Ernährung und führte die Fischzucht im Weiher ein. Auch machte er Stadtausflüge und ließ die noch heute teilweise bestehende Kastanienallee in der Karthauser Straße anlegen. Unter seinem Nachfolger Johannes Feldkirchner erfolgten ab 1894, erzwungen durch eine drückende Überfüllung, umfangreiche bauliche Erweiterungen, die bis 1927 Bestand hatten. Sehr problematisch blieben zunächst die hygienischen Verhältnisse, da in Regensburg erst nach 1889 unter Bürgermeister Oskar von Stobäus die Abwasserentsorgung mit Einführung der Schwemmkanalisation in Angriff genommen und erst 1919 abgeschlossen wurde. Bis dahin wurden sogenannte „Kotdruckleitungen“ ohne Wasserspülung genutzt. Deren Rohrsystem wurde allerdings leicht undicht, was so üblen Gerüch verbreitete, dass vom „Kartauser Lüfterl“ die Rede war. Während des Ersten Weltkriegs herrschte so große Personalnot, dass auch Frauen für die Pflege von Männern herangezogen werden mussten.
Am 1. April 1916 wurde Karl Eisen als leitender Arzt eingestellt. In den damals herrschenden Hungerjahren wurde die Pflegeanstalt gezwungen, selbst angebautes Obst und Gemüse abzuliefern und bekam nur minderwertigen Ersatz. Die Folge waren Hunger und Krankheiten. Auch die Schwemmkanalisation konnte wegen des felsigen Untergrundes erst 1926 abgeschlossen und in Betrieb genommen werden und war damit die letzte von vergleichbaren Anstalten.
1920 erfolgte die Zusammenlegung mit den Wöllershofer Anstalten, was einen rationelleren Betrieb ermöglichte. Das Personal wurde mit 24 Mallersdorfer Schwestern verstärkt. Karl Eisen entwickelte sich zu einem bedeutenden Leiter der Anstalt, dem neben den baulichen und hygienischen Verbesserungen auch bedeutende Reformen der Krankenpflege zu verdanken sind, wie z. B. die Umgestaltung der Tobabteilungen zu moderneren Wachzimmern, Einführung von Einzelzimmern für ruhige Patienten, Besuche von Lichtbildvorführungen, Konzerten und Theateraufführungen.
Eisen blieb auch nach der Machtergreifung der Nationalsozialisten im Amt und versuchte seine humane Grundhaltung beizubehalten, was mit Einschränkungen überwiegend gelang. Jedoch wurden ab 1933 mehrere Hundert Patienten der Anstalt zwangssterilisiert, wie es im „Gesetz zur Verhütung erbkranken Nachwuchses“ vom 14. Juli 1933 (RGBl. I S. 529) vorgesehen war. Im Durchschnitt 1,5 % der Patienten, die diesem Eingriff unterworfen wurden, kamen zu Tode. 1937 ließ sich Karl Eisen in den vorzeitigen Ruhestand versetzen.
Sein Nachfolger wurde Paul Reiß, unter dessen Leitung im Rahmen der Aktion T4 Massentötungen von psychisch kranken Patienten stattfanden – teils durch Überstellung in die Tötungsanstalt Hartheim, teils durch systematische Unter- und Mangelernährung im Kloster selbst.

### Krankenmorde im Rahmen der Aktion T4 1939–1945

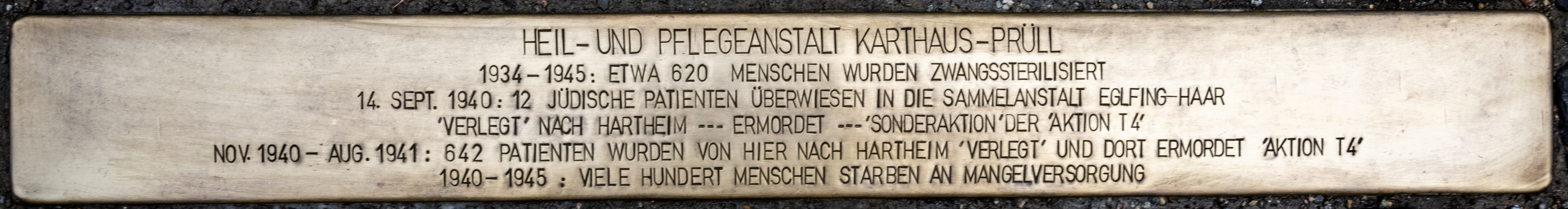
Stolperschwelle im Klosterhof

Zwischen 4. November 1940 und 5. August 1941 wurden mittels fünf Sammeltransporten 642 Patienten in die Tötungsanstalt Hartheim überstellt und dort in der Gaskammer ermordet. Nach dem Ende der Deportationen kamen noch einmal rund 950 Patienten in der Anstalt selbst um – in Folge von Hunger, Kälte und Verwahrlosung. Insgesamt wurden mindestens 1600 Patienten der Anstalt im Rahmen der Aktion T4 ermordet.

### Nachkriegsjahre
Nach 1965 wurde das Krankenhaus bis 1984 von Sebastian Maier geleitet, der spezialisierte Stationen als Organisationseinheiten einführte. Sein Nachfolger war Helmfried Klein, unter dem sich zunächst die Bezeichnung Bezirksklinikum einbürgerte. Die von ihm konsequent verfolgte Eingliederung des Bezirksklinikums in die 1962 gegründete Universität Regensburg wurde 1996 vollzogen, nachdem 1978 der Baubeginn für das Universitätsklinikum Regensburg erfolgt war. Die neue Bezeichnung lautete Universitätsklinik für Psychiatrie und Psychotherapie sowie Universitätsklinik für Neurologie.

## Klosterkirche St. Vitus
Um 1100 entstand auf den Grundmauern eines Vorgängerbaus aus der Zeit Ottos I. und Ottos II., der in den nachfolgenden Kriegen zwischen Heinrich IV. und seinem Sohn Heinrich V. starke Schäden erlitten hatte, eine romanische große Hallenkirche mit drei gleich großen Hallen zu sechs Jochen. Die um 1100 geweihte Kirche war die erste große Kirche ihrer Art in Regensburg und in Bayern.
Bei der Weihe waren die Bauarbeiten noch nicht abgeschlossen. Der spätgotische Chor der Kirche wurde erst 300 Jahre später von den Kartäuser-Mönchen errichtet.

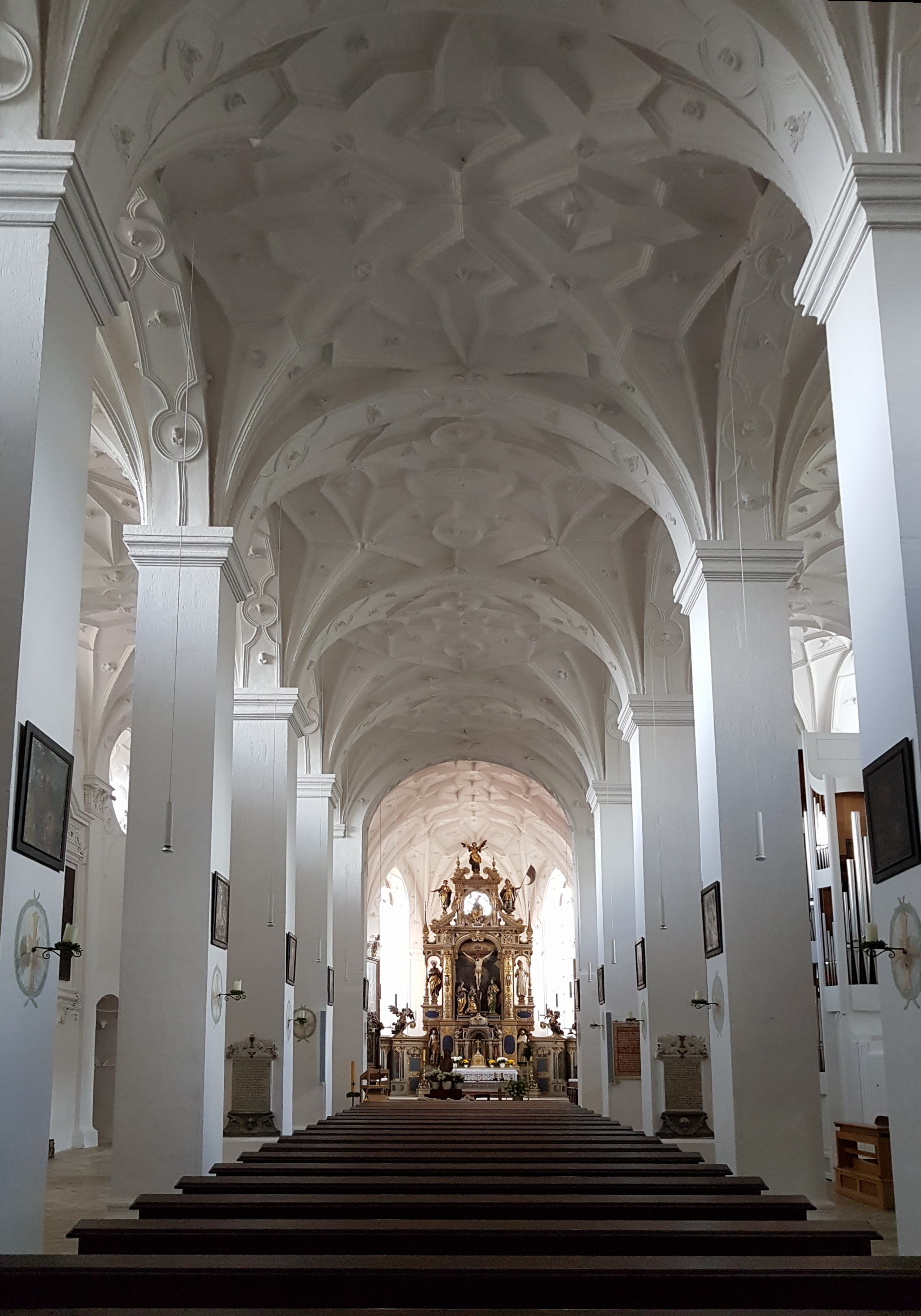
Blick auf den Chor
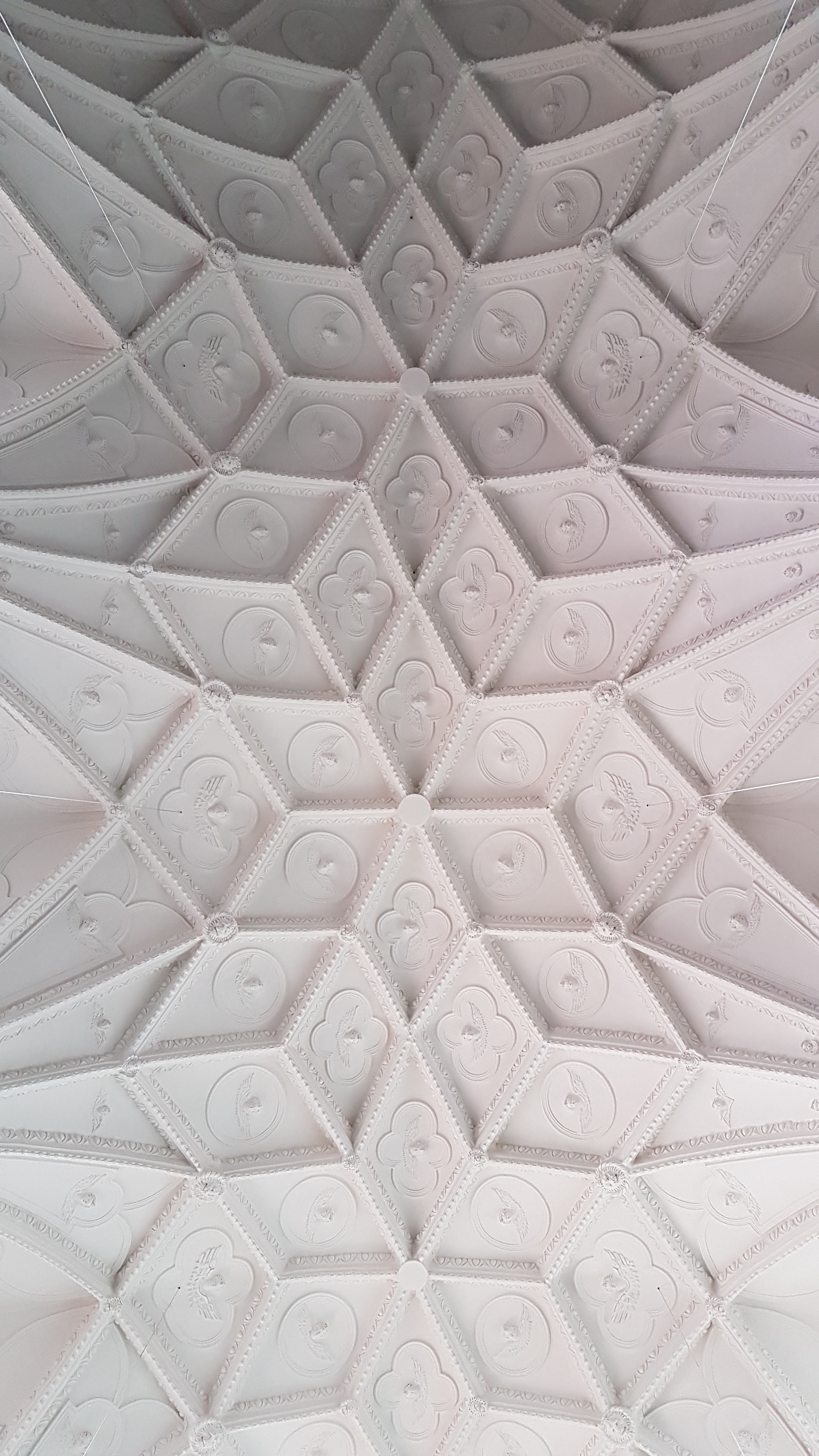
Gewölbe im Chor
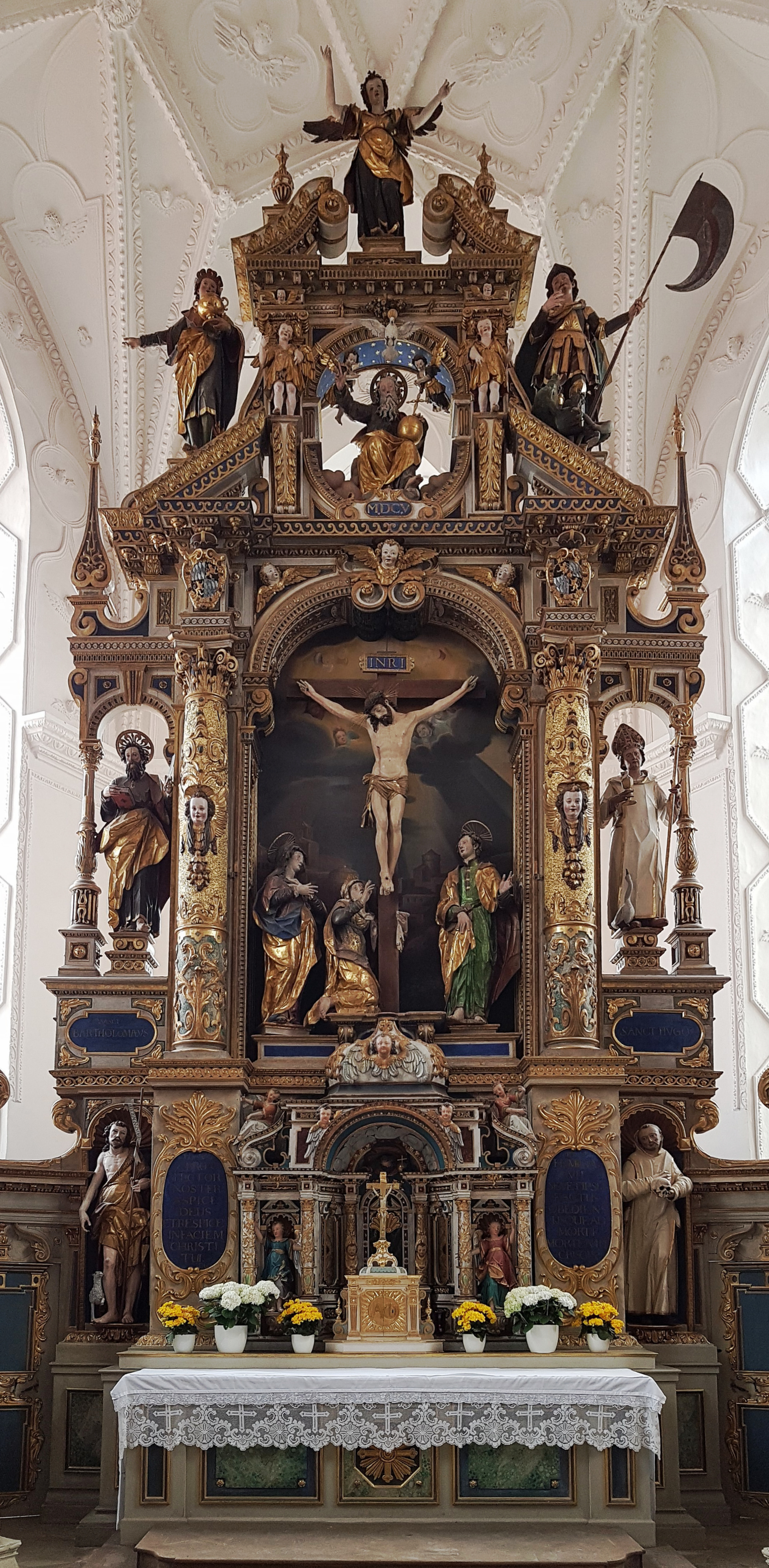
Hochaltar
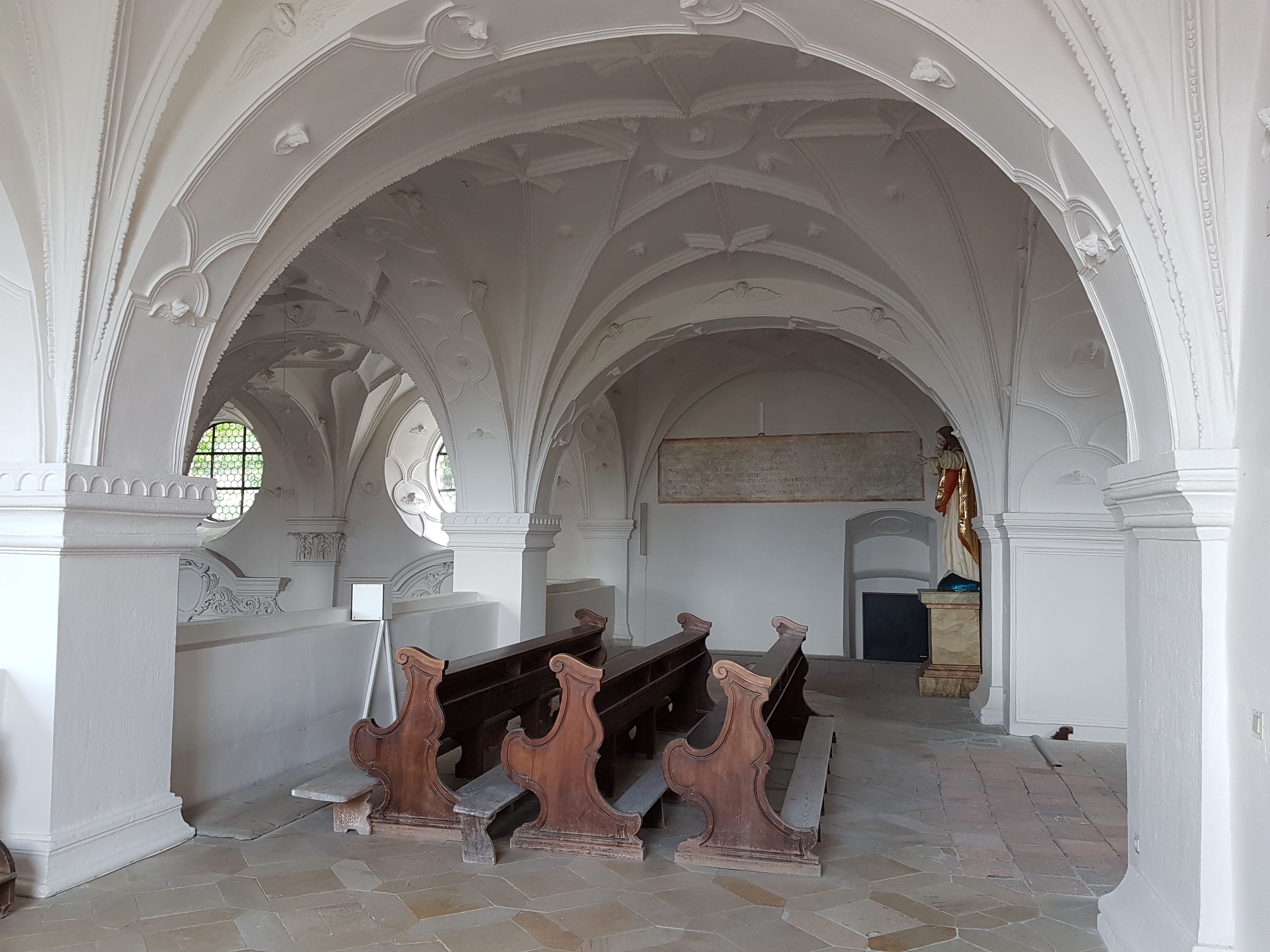
Auf der Empore

Auf der Südseite der durch eine Treppe erreichbaren Westempore wurde 1904 ein um 1200 entstandenes romanisches Fresko entdeckt. Es stellt die Szene der Verkündigung Mariä dar, mit einem Lebensbrunnen, Blumenstellage, Hasen und, kniend hinter einem Engel, dem Stifter. Dabei waren in den Heiligenscheinen der Figuren ehemals Edelsteine angebracht.
Von 1601 bis 1616 wurde die Kirche unter dem Prior Georg Fäselius neu ausgestattet. Aus dieser Zeit stammen die kreisrunden Fenster im Langhaus, die Stukkaturen und der Hochaltar. Der Innenraum ist im Stil der Renaissance gestaltet. Die Gewölbe und Fensterleibungen wurden zwischen 1601 und 1603 mit reichem Stuck versehen, die die Raumarchitektur betonen. Die Wände im Altarraum über dem Chorgestühl sind mit Ölgemälden verziert, die die Lebensgeschichte Jesu auf Erden darstellen. Sie wurden unter anderem von Johann Sepelius und Georg Christoph Einmart geschaffen.
Der 12 m hohe Altar der Kirche nimmt in der Breite eines Chorjoches fast die gesamte Höhe des Kirchenschiffes ein und bestimmt dominant den Chorschluss. Der Altar wurde vom bayerischen Herzog Wilhelm V. gestiftet, vom Münchener Hofbildhauer Hans Krumpper entworfen und 1605 fertiggestellt. Im Blick auf die benachbarte protestantische Reichsstadt Regensburg ist der Altar als Antwort der Gegenreformation zu werten, die von Herzog Wilhelm V., der sich häufig und auch länger im Kloster aufhielt, betrieben wurde. Der Altar steht noch heute am ursprünglichen Ort, hat aber nicht mehr ganz die ursprüngliche Gestalt. Erste Veränderungen wurden bereits 1641 vorgenommen, um Kriegsschäden zu beseitigen. Dabei entstanden auch die beiden Säulen des Hauptgeschosses und die beiden Figuren in den Nischen. Eine starke Veränderung des Gesamteindrucks ergab sich nach 1700, als mit Einbau von Verbindungswänden der Altar mit den Chormauern zu einer Einheit verbunden wurde.
An der Seite der Kirche befindet sich eine umfangreiche Ausstellung, in der u. a. auf Glasfenstern die Geschichte des Ordens abgebildet ist. Außerdem werden archäologische Funde des Kunsthandwerks und Reste eines Kachelofens gezeigt.
- 1997 fand nach einer mehrjährigen Sanierungsphase eine mehrtägige Jubiläumsveranstaltung zum 1000-jährigen Jubiläum von Karthaus Prüll in den neu restaurierten Räumen der Klosterkirche statt. Dabei war der Kreuzgang erstmals wieder zugänglich und einige der dort ehemals vorhandenen Glasfenster wurden präsentiert. Zugänglich waren auch zwei der ehemaligen Mönchszellen.

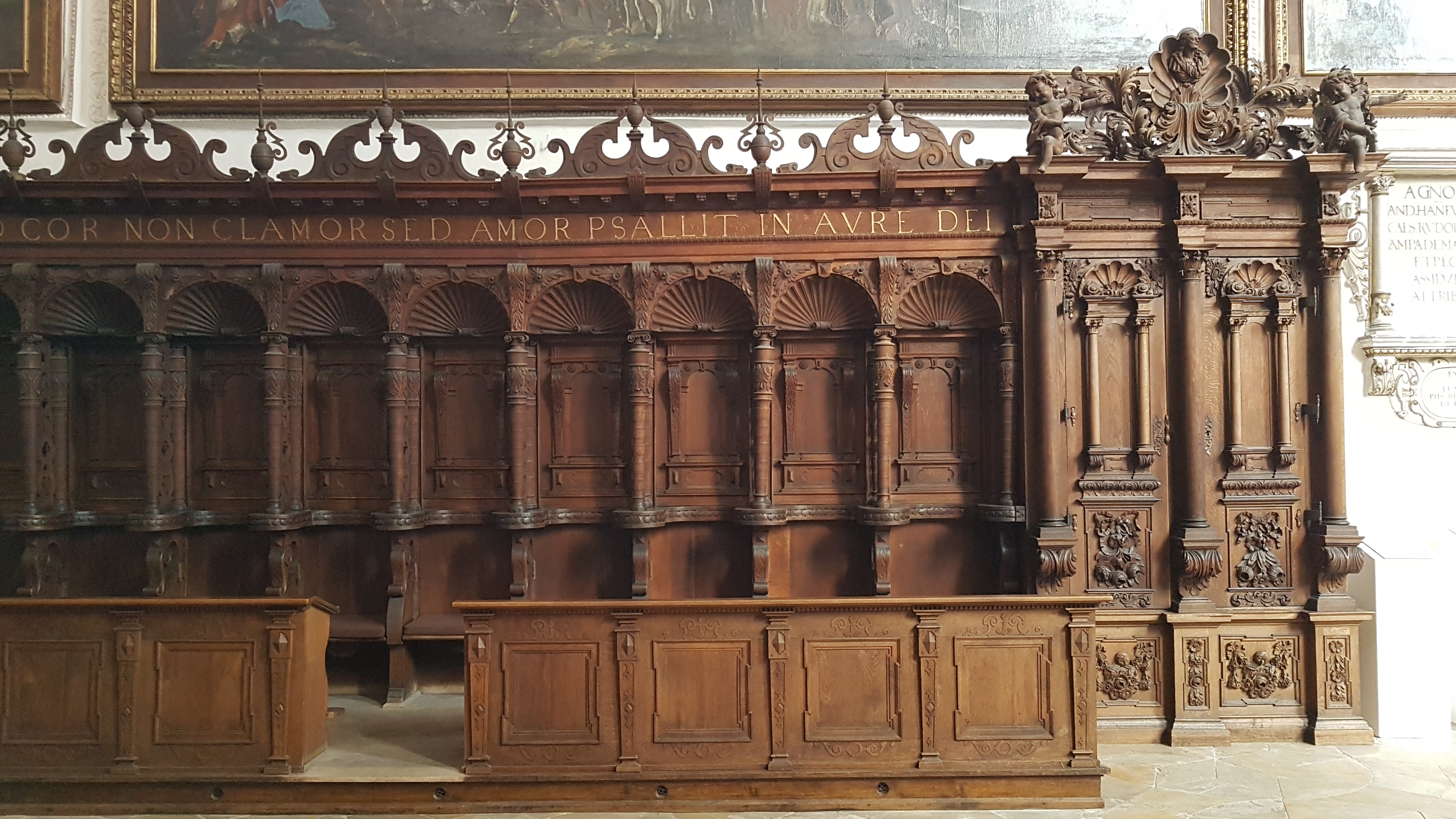
Teil des Chorgestühls an der Nordseite
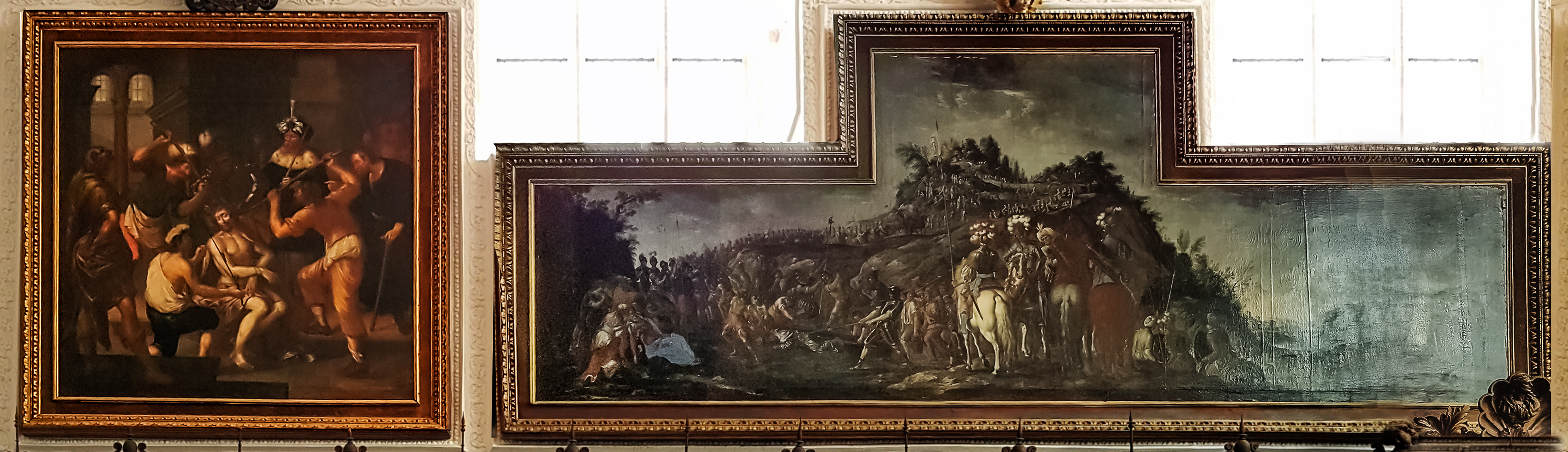
Großgemälde aus dem Jesus-Zyklus über dem Chorgestühl
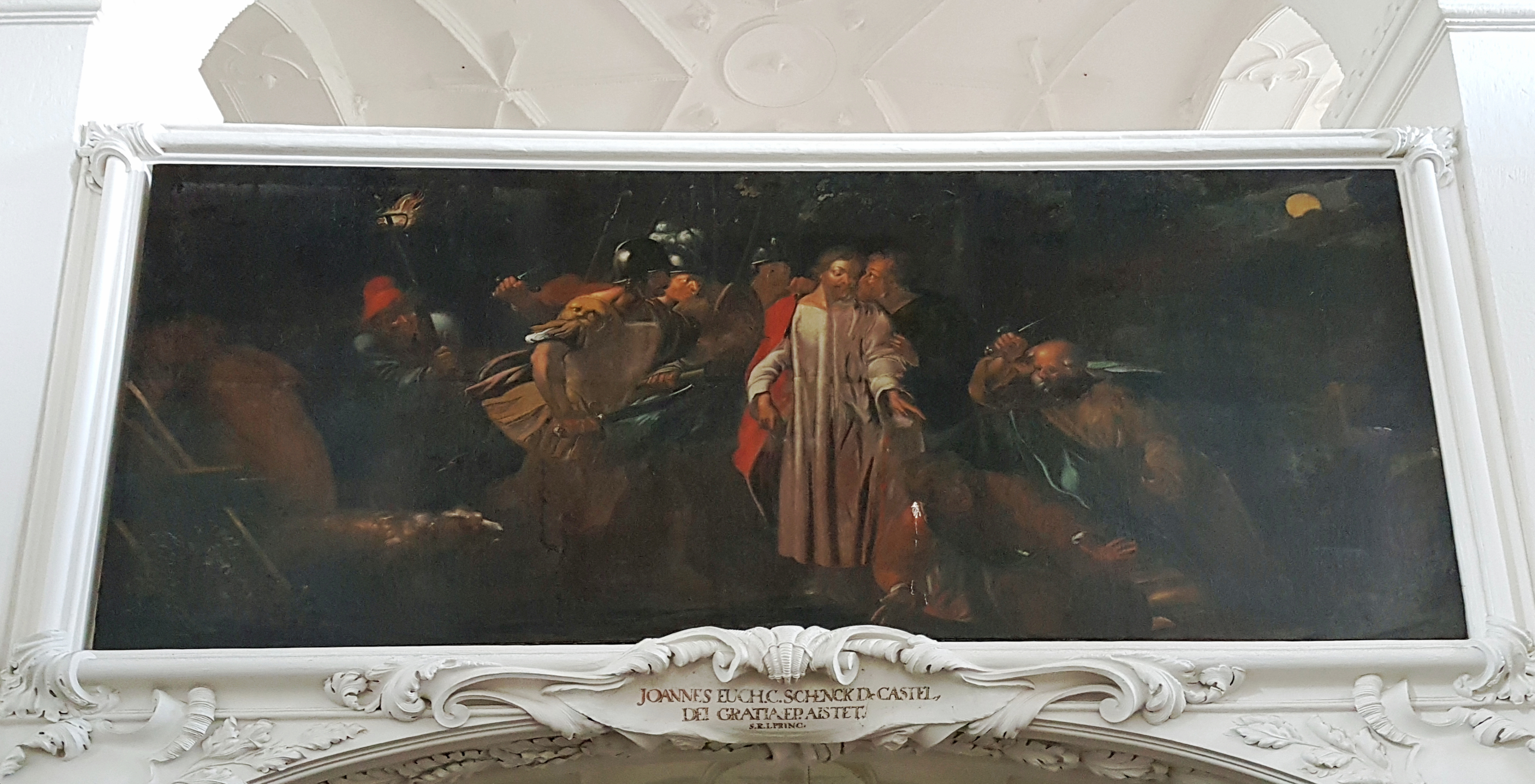
Das Emporengemälde Verhaftung Christi am Ölberg (ehemals am Lettner, Chorseite)

## Profanierte ehemalige Pfarrkirche St. Vitus
Nördlich der Klostergebäude wurde unter dem 1677 zum Prior des Klosters berufenen Sigismund Diez (1637–1719) die Pfarrkirche St. Vitus gebaut. Diez war Sekretär des Fürsten Ferdinand August von Lobkowitz, der im Reichsfürstenrat den Kaiser vertrat und von 1692 bis 1700 als Stellvertreter des Kaisers auch das Amt des Prinzipalkommissars innehatte. Lobkowitz und sein Sekretär Diez kannten die Vertreter aller Fürsten am Reichstag und baten sie um Spenden für das Kloster Prüll.
Es gelang Diez, durch Einwerbung von Spenden den Bau des Refektoriums und weiterer Zellen innerhalb der Klosteranlage zu finanzieren, und auch den Bau der Pfarrkirche St. Vitus für die weltlichen Bewohner des Klosters und für die Einwohner des nördlich benachbarten Dorfes Kumpfmühl. Die Pfarrkirche hatte drei Altäre. Der Hauptaltar wurde vom Domscholaster Johann Paul von Leoprechting gestiftet, die Nebenaltäre stifteten zwei Handwerker aus dem Dorf. Schon bald nach Errichtung der Pfarrkirche zeigte sich, dass die Fundamente der neuen Kirche vom unter der Kirche verlaufenden Vitusbach so stark geschädigt wurden, dass die Kirche bereits 1683 wieder abgebrochen werden musste. Der Neubau der Kirche war 1686 vollendet.
Im Verlauf der Säkularisation wurde die Pfarrkirche nach 1800 profaniert und in ein Wohnhaus umgebaut, das sich heute als dreigeschossiger Walmdachbau erhalten hat (Ludwig-Thoma-Straße Nr. 16). Die Vorgeschichte des Hauses ist nur noch am Dreiseitenchor abzulesen, der an der Ostseite zu erkennen ist. Die Neubauten von Kirche und Wohnhaus erfolgten unter einer so erheblichen Erhöhung des Straßenniveaus, zusätzlich verbunden mit einem Vorbau, dass heute die Quellfassung des Vitusbachs und sein Austritt nicht mehr frei erkennbar und nur schwer zugänglich sind. Frei verläuft der Bach in der nördlich angrenzenden Kleingartenanlage.

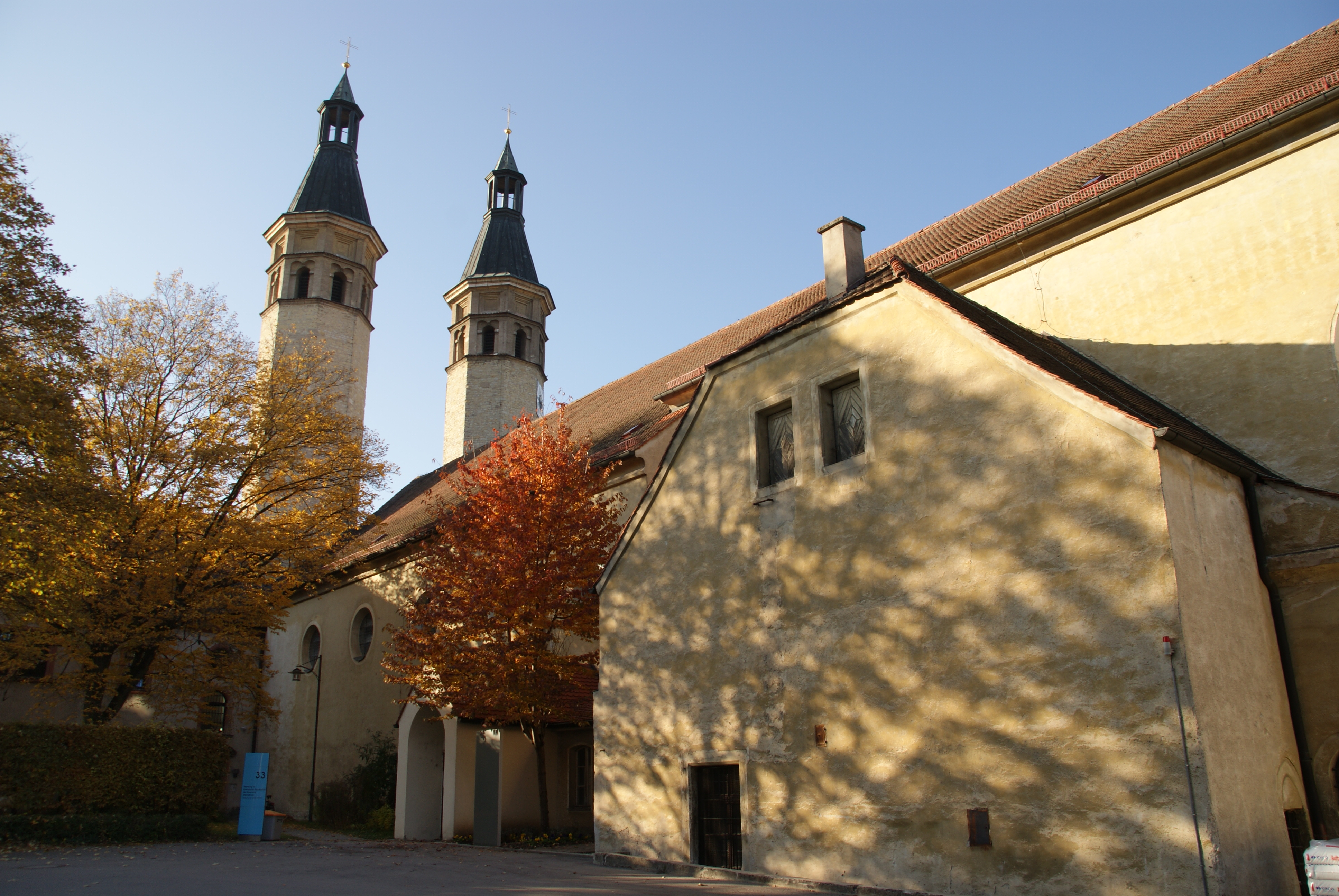
Klosterkirche St. Vitus mit Pförtnerhaus
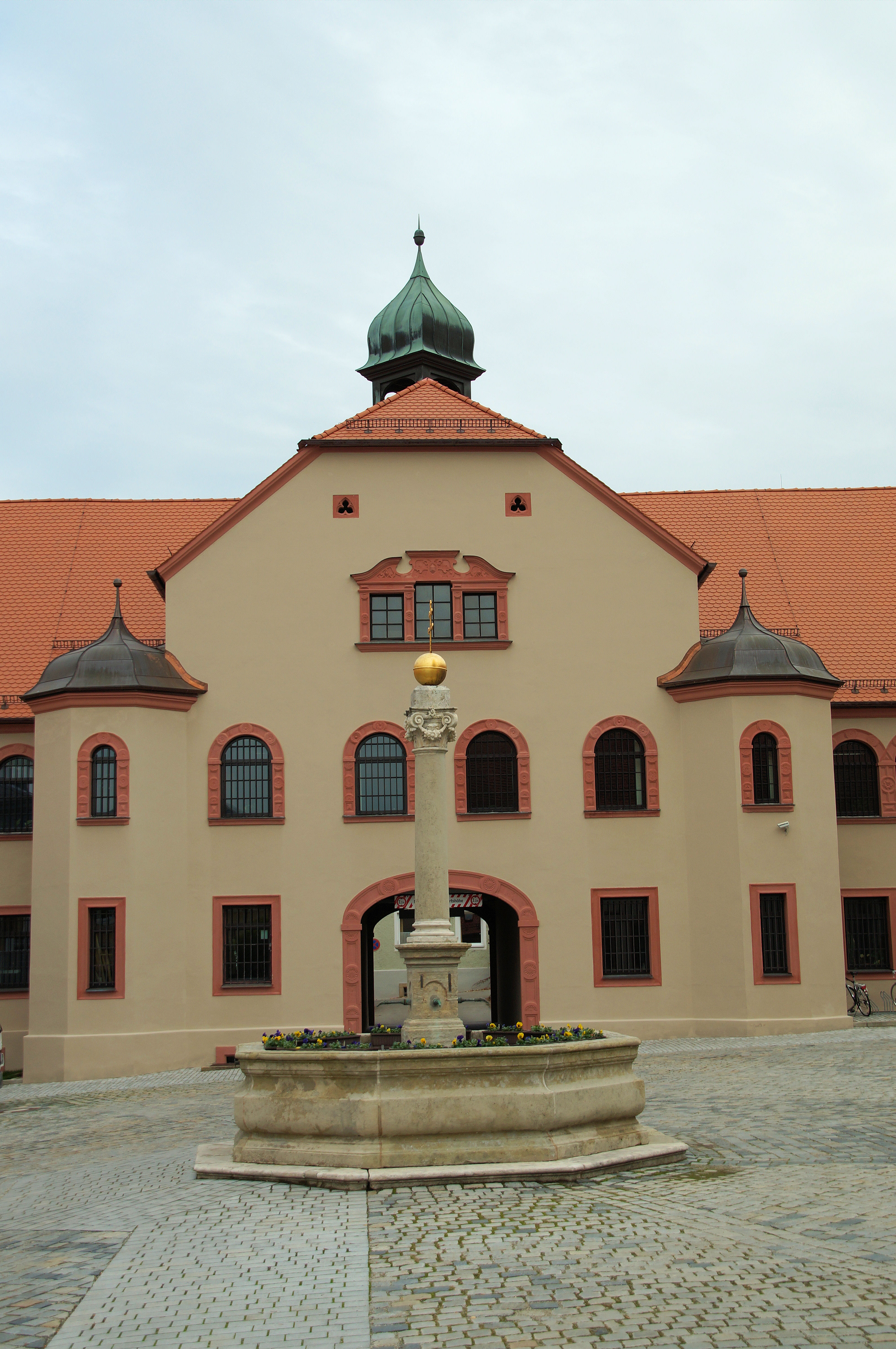
Brunnenhof
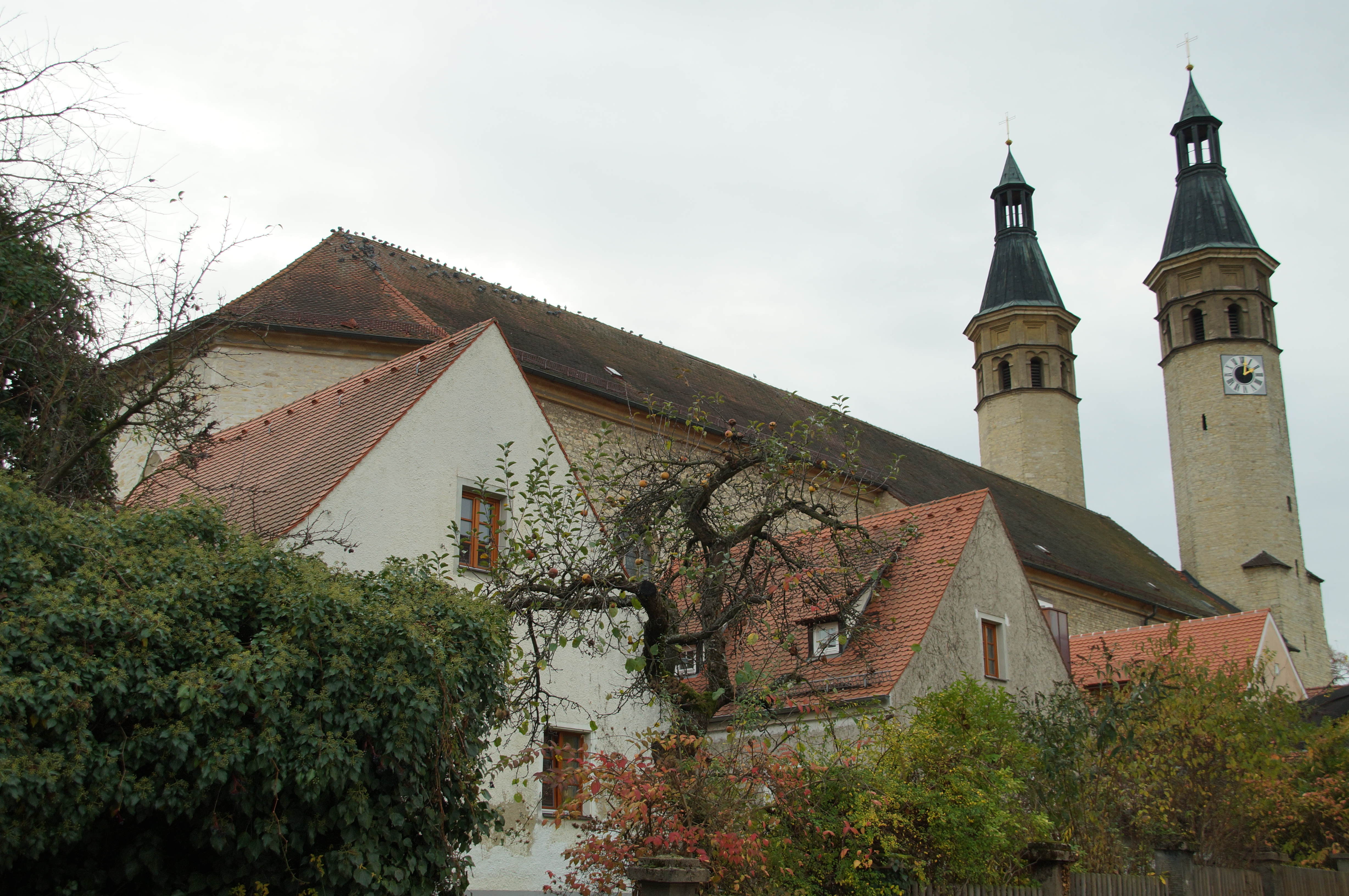
Klosterkirche St. Vitus mit Eremitenklausen
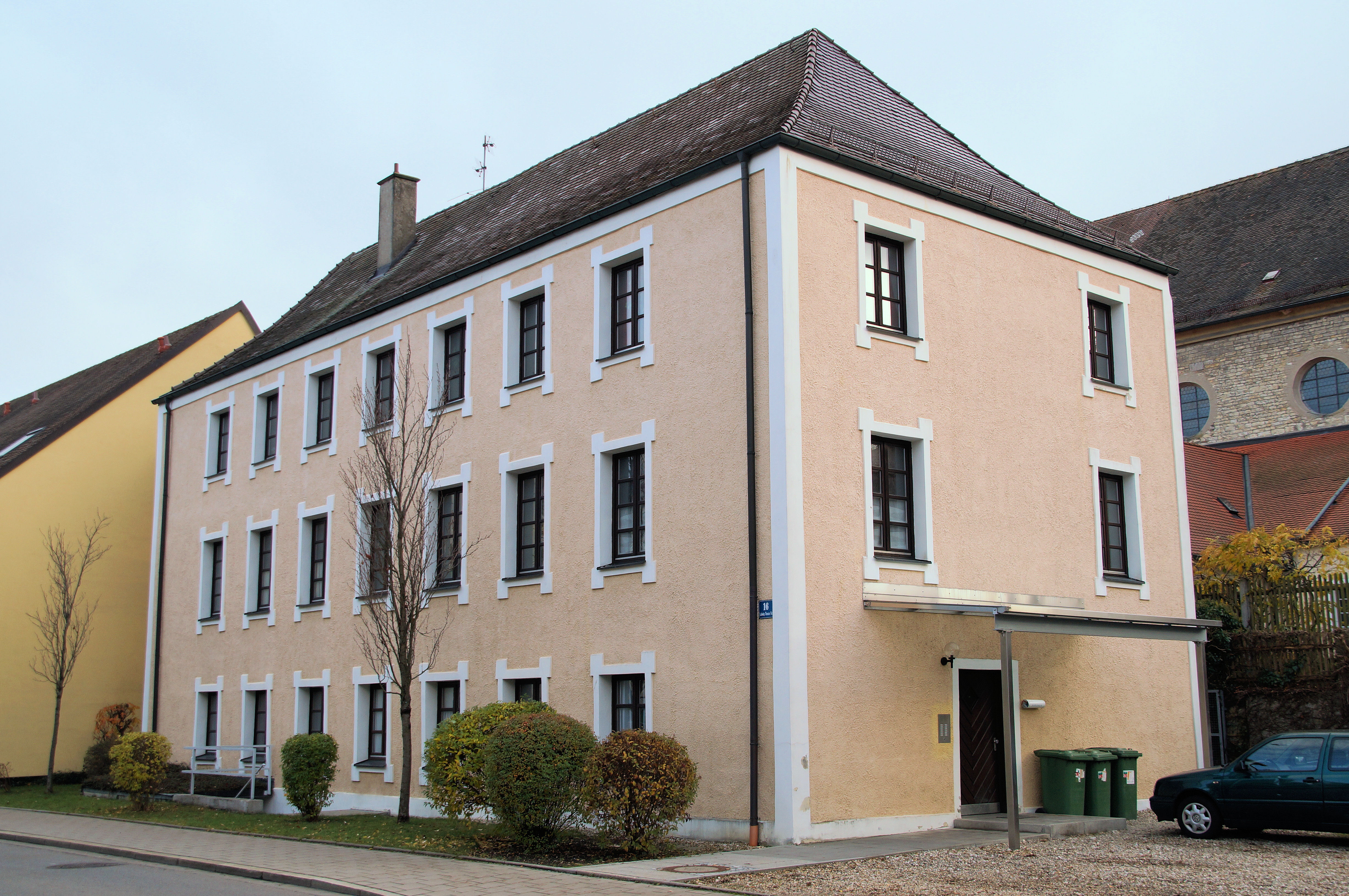
Ehem. Pfarrkirche St. Vitus